# California Girls (Lil Peep e Nedarb Nagrom)
California Girls, è un EP collaborativo tra il rapper statunitense Lil Peep e il produttore Nedarb Nagrom, pubblicato il 16 gennaio 2016.
Il 16 agosto 2017, prima della morte di Lil Peep, il produttore Nedarb ha reso nota di un possibile EP intitolato California Girls 2.

## Antefatti
Nel 2015, Lil Peep scrive e registra il singolo Beamer Boy per promuovere l'imminente EP California Girls, in collaborazione col produttore Nedarb Nagrom.
Il 30 gennaio 2016, TrillPhonk pubblica sul suo profilo Youtube il video musicale ufficiale di Beamer Boy. Il 16 aprile, durante un'intervista con No Jumper, Lil Peep ha rivelato di voler realizzare un nuovo video musicale per il brano, esprimendo la sua insoddisfacenza nei confronti del primo realizzato durante un'unica sessione.
Il 24 febbraio, il videografo Nick Blanco ha pubblicato su Youtube il video musicale ufficiale di California World, in collaborazione con Craig Xen.

## Tracce
1. California World (feat. Craig Xen) – 4:51 (testo: Gustav Åhr, Braden Morgan, Craig Gordwin, Tim Hecker – musica: Nedarb)
2. Pray I Die – 3:34 (testo: Gustav Åhr, Braden Morgan, Kyle Johnson – musica: Nedarb)
3. Beat It – 3:22 (testo: Gustav Åhr, Braden Morgan – musica: Nedarb)
4. Beamer Boy – 3:23 (testo: Gustav Åhr, Braden Morgan, Phil Elverum – musica: Nedarb)
5. Let Me Bleed – 4:06 (testo: Gustav Åhr, Braden Morgan, Stuart Braithwaite – musica: Nedarb)
6. LiL Kennedy – 3:12 (testo: Gustav Åhr, Braden Morgan, Chiharu Tamashiro – musica: Nedarb)

## Formazione
Musicisti
- Lil Peep – voce, testi
- Craig Xen – voce, testi
- Nedarb Nagrom – testi, produzione
- Phil Elverum – testi